# Château Durfort-Vivens
Koordinaten: 45° 2′ 23″ N, 0° 40′ 28,9″ W
Château Durfort-Vivens ist ein Weingut in der Gemeinde Margaux bei Bordeaux und als Deuxième Cru Classé in der Klassifikation von 1855 bewertet. Das Gut umfasst eine Größe von 35 Hektar.
Die Rebbestockung ist klassisch mit den Rebsorten Cabernet Sauvignon (70 %), Merlot (20 %) und Cabernet Franc (10 %). Die Pflanzdichte liegt bei ca. 6.600 Stöcken je Hektar. Der Durchschnittsertrag liegt bei 45 Hektoliter/Hektar. Die Weine reifen in Barriques, die jährlich zu 40 Prozent erneuert werden.
Der Anteil von Cabernet Sauvignon ist mit 70 % zwar klassisch, ist aber im Vergleich zu benachbarten Gütern immer noch sehr hoch, obwohl das Gut in früheren Jahren bis zu 82 % dieser Sorte in den Grand Vin einbrachte.
Jährlich werden ca. 70.000 Flaschen des Erstweines abgefüllt. Der Zweitwein heißt Segond de Durfort. Mittlerweile gibt es auch die Marken Relais de Durfort und Vivens Rouge. Frühere Zweitweine trugen den Namen Domaine de Cure-Bourse.

## Geschichte
Erste Besitzer waren Mitglieder der Familie Durfort de Duras, die ab dem 12. Jahrhundert in Margaux wohnten. Die Familie führt das Weingut jahrhundertelang, nachdem die ersten Weinflächen im 15. Jahrhundert angelegt wurden, und führte es an die Spitze der Weingüter von Bordeaux. Der Familie gehörte zu jener Zeit neben Château Lascombes auch Château Lamothe, das später in die Flächen von Château Margaux aufgehen sollte. Bei seinem Besuch im Jahr 1775 in der Weinbauregion Bordeaux notierte Thomas Jefferson, damaliger Botschafter der USA in Frankreich und späterer Präsident der USA, dass die Weine von Château Durfort gleich hinter Château Lafite-Rothschild, Château Haut-Brion und Château Margaux einzuordnen sind. Diese Meinung wurde bei der Klassifizierung von 1855 praktisch bestätigt.
Während der französischen Revolution wurde die adlige Familie enteignet. Im Jahr 1824 übernahm M. de Vivens das Gut und fügte seinen Namen der Gutsbezeichnung hinzu.
Nachdem das Gut zwischenzeitlich den Weinhändlern Richier und de La Mare gehört hatte, wurde es 1937 von der Betreibergesellschaft von Château Margaux übernommen. Beide Güter liegen nahe beieinander. Bis zum Jahr 1961, als Lucien Lurton das Gut aufkaufte, wurden die Weine von Durfort-Vivens im Château Margaux ausgebaut.
In der Folgezeit wurde das Weingut wieder instand gesetzt und autonom betrieben; der Familie Lurton gehören neben Durfort-Vivens auch die Güter Château Brane-Cantenac sowie Château Climens.
Seit dem Tod von Lucien Lurton im Jahr 1992 führt Gonzague Lurton, ein Sohn Luciens, das Gut. Seine Ehefrau Claire Villars-Lurton leitet darüber hinaus die Weingüter Château Ferrière, Château Haut-Bages-Libéral und Château La Gurge. Sein Bruder Henri Lurton führt derweil Brane-Cantenac. In den Jahren 1995 und 1996 wurde in einen neuen Keller sowie in neue Kelleranlagen investiert. Im Jahr 2009 startete der Umstieg auf einen biodynamischen Anbau, der im Jahr 2016 mit der Zertifizierung durch Demeter abgeschlossen wurde.